# Phasmotaenia sanchezi
Phasmotaenia sanchezi är en insektsart som först beskrevs av Bolivar 1897.  Phasmotaenia sanchezi ingår i släktet Phasmotaenia och familjen Phasmatidae. Inga underarter finns listade i Catalogue of Life.